# Endocarpon simplicatum
Endocarpon simplicatum är en lavart som först beskrevs av och fick sitt nu gällande namn av William Nylander. 
Endocarpon simplicatum ingår i släktet Endocarpon och familjen Verrucariaceae.

## Underarter
Arten delas in i följande underarter:
- bisporum
- simplicatum